# Luc Devroye
Luc P. Devroye est un informaticien et mathématicien belge, né à Tirlemont. Il est professeur James McGill  à l'Université McGill à Montréal, dans la School of Computer Science (en).

## Biographie
Il a fait ses études à la Katholieke Universiteit Leuven puis à l'université d'Osaka. En 1976, il obtient un  PhD à l'université du Texas à Austin sous la direction de Terry Wagner avec une thèse intitulée « Nonparametric Discrimination and Density Estimation ». 
Devroye rejoint l'université McGill en 1977. Il se spécialise dans l'analyse probabiliste d'algorithmes, la génération de nombres au hasard et également la typographie. Devroye est profondément impliqué dans l'histoire des lettres, polices et la conception de polices de caractères. Sa page personnelle contient de nombreuses informations à ce sujet.

## Prix et distinctions
Il a obtenu plusieurs prix et distinctions :
- Bourse du Conseil de recherches en sciences naturelles et en génie du Canada (1987),
- Prix de recherche Humboldt (2004),
- Prix Izaak-Walton-Killam (2005)
- Médaille d'or de la Société statistique du Canada (2008)[3].
- Prix Pierre-Simon-de-Laplace de la Société française de statistique (2019)[4]

Il est docteur honoris causa de l'université catholique de Louvain (UCLouvain) en 2002, et de l'université d'Anvers en 2012.

## Livres
- L. Devroye et L. Györfi, Nonparametric Density Estimation: The L1 View, John Wiley, New York, 1985  (ISBN 0-471-81646-9).
- L. Devroye, Lecture Notes on Bucket Algorithms, Birkhäuser Verlag, Boston, 1986  (ISBN 0-8176-3328-6).
- L. Devroye, Non-Uniform Random Variate Generation, Springer-Verlag, New York, 1986  (ISBN 0-387-96305-7).
- L. Devroye, A Course In Density Estimation, Birkhäuser Verlag, Boston, 1987  (ISBN 5-03-000475-0).
- L. Devroye, L. Györfi, et G. Lugosi, A Probabilistic Theory of Pattern Recognition, Springer Verlag, New York, 1996  (ISBN 0-387-94618-7).
- L. Devroye et G. Lugosi, Combinatorial Methods in Density Estimation, Springer Verlag, New York, 2001  (ISBN 0-387-95117-2).
- G. Biau et L. Devroye, Lectures on the nearest neighbor method, New York, Springer Verlag, coll. « Springer Series in the Data Sciences », 2015, ix + 290 (ISBN 978-3-319-25386-2 et 978-3-319-25388-6, zbMATH 1330.68001).